# (5149) Leibniz
(5149) Leibniz (6582 P-L) – planetoida z pasa głównego asteroid okrążająca Słońce w ciągu 5,62 lat w średniej odległości 3,16 j.a. Odkryta 24 września 1960 roku.